# Rivière du Pilet
Pour les articles homonymes, voir Pilet.
La rivière du Pilet est un affluent de rivière Chigoubiche, coulant dans le territoire non organisé de Lac-Ashuapmushuan dans la municipalité régionale de comté (MRC) du Domaine-du-Roy, dans la région administrative de Saguenay–Lac-Saint-Jean, dans la province de Québec, au Canada.
La vallée de la rivière du Pilet est surtout desservie par la route forestière R0211 qui remonte cette vallée jusqu'au lac Couleuvre où elle courbe vers l'est pour aller desservir la partie supérieure de la rivière Vermillon en passant entre les lacs Viau et Moïse. Cette route se connectent vers le nord à la route 167,.
La foresterie (principalement la sylviculture) constitue la principale activité économique de cette vallée; les activités récréotouristiques, en second, principalement à cause de la réserve faunique Ashuapmushuan.

## Géographie
La rivière du Pilet tire sa source du lac Odilon (longueur: 0,9 km; altitude: 542 m).
Ce lac est situé en zone montagneuse dans le territoire non organisé de Lac-Ashuapmushuan, à:
- 3,0 km au nord-est du cours de la rivière Trenche;
- 23,3 km au sud-est de l'embouchure de la rivière du Pilet;
- 22,3 km au sud du chemin de fer;
- 30,3 km au sud-ouest du cours de la rivière Ashuapmushuan[2].

À partir de sa source, la rivière du Pilet coule sur 24,1 km avec une dénivellation de 212 m, entièrement en zone forestière, selon les segments suivants:
- 3,5 km vers le nord, en traversant une zone de marais, puis traversant le Lac du Pilet (longueur: 2,5 km; altitude: 537 m) lequel comporte une étroite presqu'île rattachée à la rive est, jusqu'à son embouchure;
- 6,7 km d'abord vers le nord-est, en traversant le lac Jouvin (altitude: 536 m), jusqu'au lac Couleuvre (altitude: 531 m) sur sa pleine longueur; puis vers le nord-ouest en traversant ce dernier lac, en entrant dans une vallée encaissée, en recueillant la décharge (venant de l'est) du Lac de la Tente et la décharge (venant de l'ouest) du lac Fougaron, jusqu'à la décharge (venant de l'est des lacs Béland, Beaucaire et Gérard);
- 11,6 km vers le nord-ouest, en recueillant la décharge (venant du sud) du lac Loffre, la décharge (venant de l'ouest) du lac Minet, ainsi que la décharge (venant de l'est) des lacs Congénères, jusqu'à la décharge (venant de l'est) des lacs Noël et Rustan;
- 2,3 km vers le nord-ouest relativement en ligne droite, en coupant la route 167 en fin de segment, jusqu'à son embouchure[2].

La rivière du Pilet se déverse sur la rive sud de la rivière Chigoubiche. Cette confluence est située en amont d'une série de rapides, et à:
- 6,5 km à l'est du lac Chigoubiche;
- 19,9 km au sud-ouest de l'embouchure de la rivière Chigoubiche;
- 76,8 km au nord-ouest du centre-ville de Saint-Félicien[2].

À partir de l’embouchure de la rivière du Pilet, le courant descend le cours de la  rivière Chigoubiche sur 45,4 km, le cours de la rivière Ashuapmushuan sur 59,8 km, puis traverse le lac Saint-Jean vers l'est sur 41,1 km (soit sa pleine longueur), emprunte le cours de la rivière Saguenay via la Petite Décharge sur 172,3 km vers l'est jusqu'à Tadoussac où il conflue avec l’estuaire du Saint-Laurent.

## Toponymie
Le terme « Pilet » s'avère une espèce de canard des régions périartiques. Ce terme s'avère aussi un patronyme de famille désigné en Amérique "Pilet dit Jolicoeur". Les descendants de ce patronyme se sont regroupés en association de famille.[pas clair]
Le toponyme « rivière du Pilet » a été officialisé le 5 décembre 1968 à la Banque des noms de lieux de la Commission de toponymie du Québec.